# Bolivaritettix fuscoviridis
Bolivaritettix fuscoviridis är en insektsart som beskrevs av Sigfrid Ingrisch 2006. Bolivaritettix fuscoviridis ingår i släktet Bolivaritettix och familjen torngräshoppor. Inga underarter finns listade i Catalogue of Life.